# Jarnó György
Jarnó György, külföldön Georg Jarno, 1903-ig Kohner György (Pest, 1868. június 2. – Breslau, 1920. május 25.) magyar zeneszerző és karmester, aki különösen operettjeivel lett ismert. 

## Élete
Kohner Károly (1835–1908) lókereskedő, a magyar lóexport egyik megalapítója és Brettschneider Katalin (1841–1869) gyermekeként született a Király utcában. Édesanyját egyéves korában elvesztette. Az érettségit követően szülővárosában zenét tanult. Ezután különböző németországi városokban dolgozott karnagyként. Különösen nagy hatással volt későbbi életére breslaui tartózkodása, ahol 1895. május 12-én mutatták be első operáját, A fekete Kaschkát. Mivel a közönség jól fogadta, 1899-ben színre került második operája A zalameai bíró címmel. Életének következő állomása Hamburg volt. Itt került bemutatásra 1903-ban a Kleist vígjátéka nyomán készült Eltört kancsó. Mivel ez nem hozta meg a várt sikert, később beledolgozta a Johanniszauber című operettjébe. 
1907-ben elfogadta Jarnó József, a két évvel idősebb bátyja meghívását Bécsbe, aki miután 1899-ben a bécsi Józsefvárosi Színház igazgatója lett, feleségül vette Johanna Niese bécsi szubrettet. Neki keresett zeneszerzőt, aki operett-főszerepet ír számára. Jarnó György Bernhard Buchbinder színész, újságíró közreműködésével – aki librettistaként is dolgozott – megírta a Die Försterchristel-t. 1907. december 17-én tartották a mű premierjét a Józsefvárosi Színházban. Nagy sikernek bizonyult, ami nem csak Jarnó, hanem sógornője számára is áttörést jelentett. Ekkortól lehetőséget kapott arra, hogy szabadúszó zeneszerzőként éljen és Bernhard Buchbinder lett műveinek fő librettistája. 
Jarnó sikert ért el Das Musikantenmädel című operettjével is, melyet 1910-ben mutattak be. Manapság csupán a Försterchristel-t játsszák alkalmanként a városi színházakban, más műveit elfelejtették. 
Élete végén Jarnó visszaköltözött Breslau-ba, ahol zeneszerzői karrierje elkezdődött. 1920. május 25-én hunyt el, nem sokkal az 52. életévének betöltése előtt. A város zsidó temetőjében helyezték végső nyugalomra. 

## Művei

### Operák
- A fekete Kaschka (Die schwarze Kaschka), négyfelvonásos dalmű, librettó: Viktor Blüthgen, bemutató: Breslau, 1895. május 27.
- A zalameai bíró (Der Richter von Zalamea), négy felvonásban, librettó: Viktor Blüthgen (Calderón de la Barca nyomán), bemutató: Breslau, 1899
- A törött kancsó (Der zerbrochene Krug), vígopera három felvonásban, librettó: Heinrich Lee. Története az azonos című Heinrich von Kleist vígjátékon alapul. Bemutató: Hamburg, 1903
- Johanniszauber, vígopera három felvonásban (A törött kancsó című opera átdolgozása), bemutató: Hamburg, 1911

### Operettek
- Az aranyhalacska (Der Goldfisch), librettó: Richard Jäger, bemutató: Breslau, 1907
- Az erdészleány (Die Försterchristel), librettó: Bernhard Buchbinder, bemutató: Bécs, Theater in der Josefstadt, 1907. december 17.
- A muzsikus leány (Das Musikantenmädel), librettó: Bernhard Buchbinder, bemutató: Bécs, Theater in der Josefstadt, 1910
- Die Marine-Gustl, librettó: Bernhard Buchbinder, bemutató: Bécs, 1912
- A farmerlány (Das Farmermädchen), librettó: Georg Okonkowski, bemutató: Berlin, 1913
- Mein Annerl, librettó: Fritz Grünbaum és Wilhelm Sterk, bemutató: Bécs, 1916
- Jungfer Sonnenschein, librettó: Bernhard Buchbinder, bemutató: Hamburg, 1918
- A csikós bárónő (Die Csikosbaroness), librettó: Fritz Grünbaum, bemutató: Hamburg, 1919

## Fordítás
- Ez a szócikk részben vagy egészben  a   Georg Jarno című német Wikipédia-szócikk ezen változatának fordításán alapul.  Az eredeti cikk szerkesztőit annak laptörténete sorolja fel. Ez a jelzés csupán a megfogalmazás eredetét és a szerzői jogokat jelzi, nem szolgál a cikkben szereplő információk forrásmegjelöléseként.